# Bruno Mars
Peter Gene Hernandez (n. 8 octombrie 1985, Hawaii, SUA), cunoscut sub numele de scenă Bruno Mars, este un cântăreț, compozitor și producător muzical american. Crescut în Honolulu, Hawaii într-o familie de muzicieni, Mars a început să creeze muzică de la o vârstă fragedă. După ce a cântat pe diverse scene din orașul său natal pe perioada copilăriei, a decis să urmeze o carieră în muzică, mutându-se în Los Angeles după absolvirea liceului. Mars a început să compună cântece pentru alți interpreți, alăturându-se echipei de producție The Smeezingtons.
După o neînțelegere cu Motown Records, Mars a semnat cu Atlantic Records în 2009. A devenit recunoscut ca solist după ce a interpretat și compus partea muzicală a cântecelor „Nothin' on You” de B.o.B și „Billionaire” de Travie McCoy. De asemenea a ajutat la compunerea unor hituri precum „Right Round” de Flo Rida, împreuna cu Kesha și „Wavin' Flag” de K'naan. În octombrie 2010, a lansat albumul de debut, Doo-Wops & Hooligans. Reprezentat de piesele „Just the Way You Are” și „Grenade”, ajunse pe primele locuri la nivel global, albumul a atins poziția a treia în Billboard 200. Mars a fost nominalizat la șapte premii Grammy, printre care și cele din 2011, câștigând premiul pentru Cea mai bună performanță pop masculină pentru piesa „Just the Way You Are”.
Mars este cunoscut pentru că abordează o diversitate de stiluri și influențe, iar muzica sa conține elemente din diferite genuri. A lucrat cu o mulțime de artiști din genuri muzicale diferite; Mars recunoaște că aceste colaborări i-au influențat cariera de solist. În copilărie, a fost inspirat de artiști precum Elvis Presley și Michael Jackson, imitându-i încă de mic. Mars declară, de asemenea, că muzica reggae și casa de discuri Motown i-au influențat stilul muzical. Jon Caramanica de la The New York Times s-a referit la Mars ca la „unul dintre cei mai adaptabili și accesibili interpreți de muzică pop”. La nivel mondial, Mars a devenit cel mai bine vândut artist digital din 2011. A avut trei discuri single printre primele zece clasate, inclusiv prima poziție cu 12,5 milioane de exemplare vândute pentru „Just The Way You Are”. La premiile BRIT din 2012, Bruno Mars a fost desemnat Cel mai bun solist internațional.
Unele dintre melodiile sale au intrat în Lista celor mai vizualizate melodii din anii 2010-2018.

## Copilărie
Mars a primit la naștere numele Peter Gene Hernandez și a fost crescut în cartierul Waikiki din Honolulu, Hawaii, din părinții Bernadette „Bernie” și Pete Hernandez, de descendențe filipineze și portoricane. În timpul copilăriei, mama sa a emigrat din insulele Filipine în Hawaii, în timp ce tatăl s-a mutat din Brooklyn, New York. Părinții lui Mars s-au întâlnit în timpul unui spectacol, unde mama sa era dansatoare hula, iar tatăl sau era percuționist. La vârsta de doi ani, a fost poreclit „Bruno” de către tatăl sau, datorită asemănării sale cu wrestlerul Bruno Sammartino.
Mars era unul dintre cei șase copii, provenind dintr-o familie cu tradiție în muzică, fiind astfel expus la un amestec de muzică reggae, rock, hip hop și R&B. De la o vârstă fragedă, imita și interpreta cântece de la artiști precum Michael Jackson, Elvis Presley, The Isley Brothers și The Temptations. La patru ani a început să cânte cinci zile pe săptămână alături de formația familiei, The Love Notes, devenind astfel cunoscut pe insulă ca o întruchipare a lui Presley.

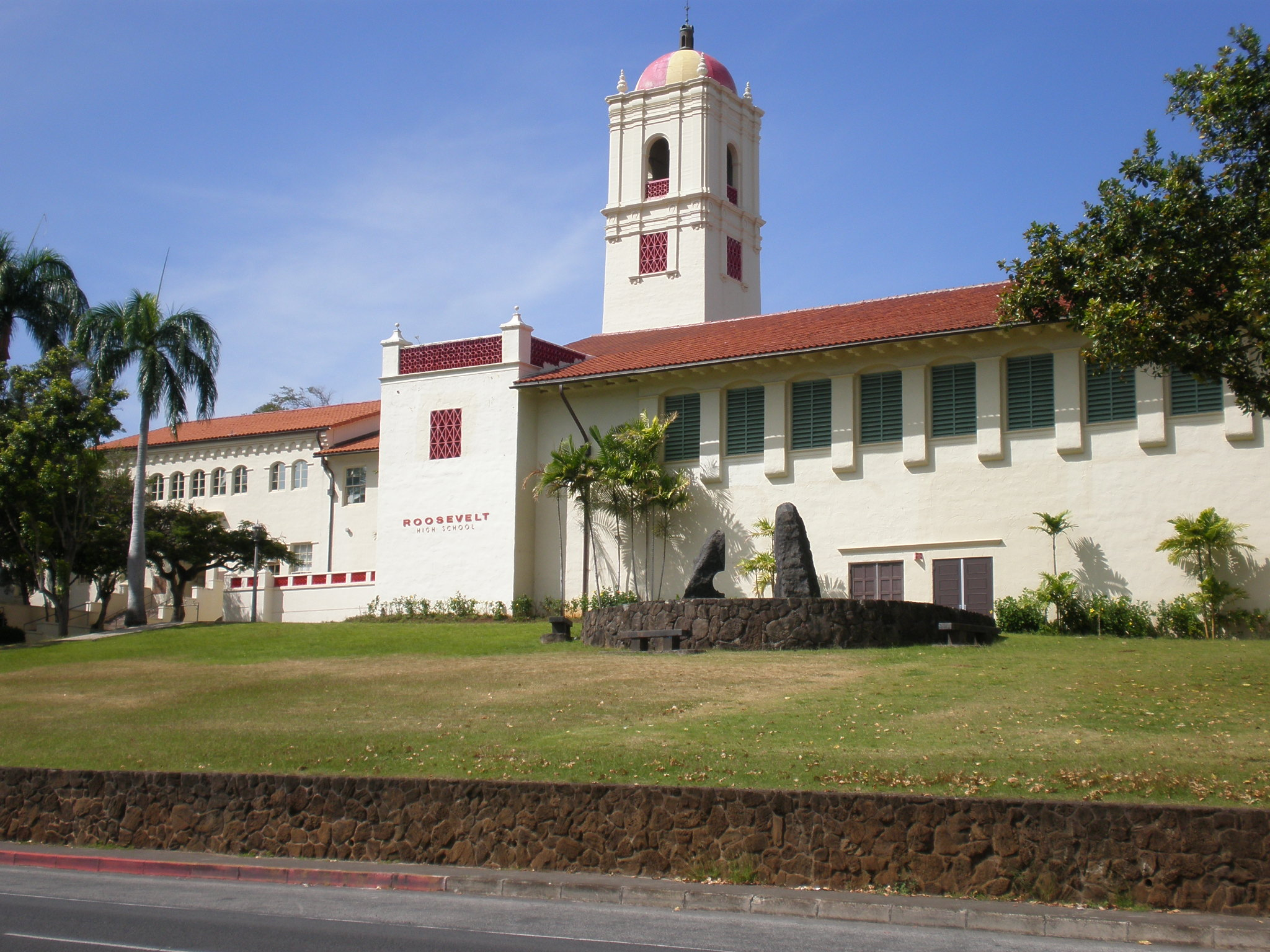
Mars a absolvit liceul Theodore Roosevelt.

În 1990, Mars a apărut în MidWeek sub numele de „Micul Elvis”, urmând apoi o apariție cameo în filmul Luna de miere în Vegas din 1992. Ulterior, a reflectat asupra influențelor pe care Presley le-a avut asupra muzicii sale, spunând, „L-am urmat pe cel mai bun. Sunt un mare fan al lui Elvis. Sunt un mare fan al lui Elvis din anii 1950, când acesta putea urca pe scenă și să sperie oamenii pentru că era o adevărată forță, iar fetele înnebuneau. Același lucru poți spune și despre Prince și The Police. Ei știu că oamenii vor să vadă spectacol, așa că i-am urmărit și mi-a făcut plăcere să îi studiez pentru că sunt un mare fan al lor.” În 2010, și-a declarat originile hawaiiene și influențele muzicale dobândite din familie, spunând, „Copilărind în Hawaii am devenit bărbatul care sunt acum. Obișnuiam să am o mulțime de spectacole în Hawaii cu formația tatălui meu. În familia mea toată lumea cânta atât cu vocea cât și cu instrumentele. Unchiul meu este un chitarist incredibil, tatăl meu este un bun percuționist, fratele meu un toboșar grozav, de fapt și el face parte din formație. Am fost înconjurat de muzică.” În 2003, la scurt timp după absolvirea liceului Theodore Roosevelt la vârsta de șaptesprezece ani, Mars s-a mutat în Los Angeles, California pentru a urma o carieră în muzică. Și-a pus numele de scenă după porecla primită de la tatăl său, adăugând Mars pentru că „Simțeam că nu am niciun pic de atractivitate, și o mulțime de fete spuneau că nu sunt de pe această lume, așa că am presupus că vin de pe Marte [în engleză Mars]”.

## Carieră

### 2004-2010: Începuturile șiIt's Better If You Don't Understand

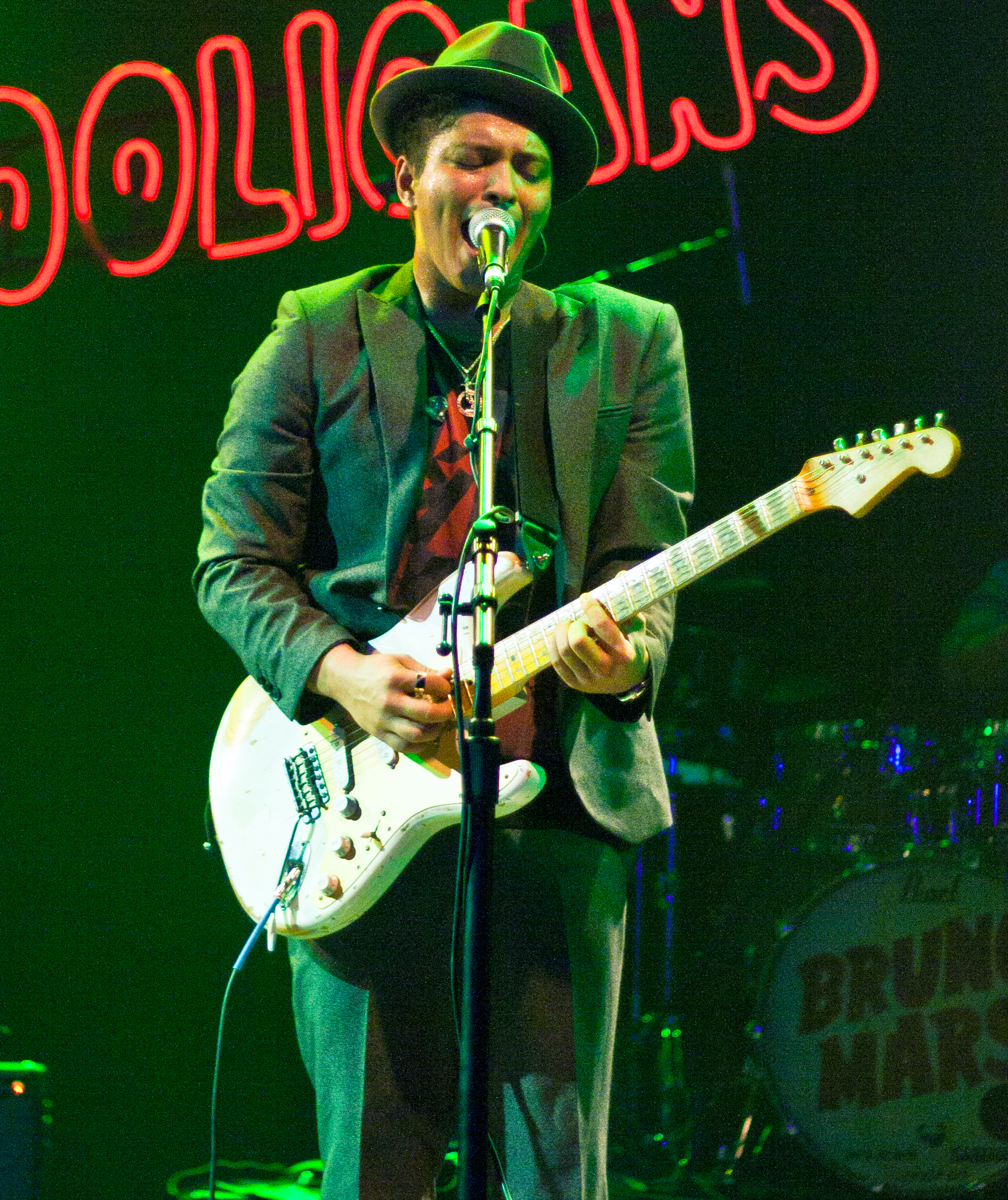
Bruno Mars concertând în Houston, Texas în noiembrie 2010.

La scurt timp după ce s-a mutat în Los Angeles, Mars a semnat cu Motown Records în 2004, făcând o afacere care „nu a dus nicăieri”. Totuși, experiența lui Mars cu Motown s-a dovedit a fi benefică pentru cariera sa în momentul în care l-a întâlnit pe compozitorul și producătorul Philip Lawrence, care se afla sub contract cu aceeași casă de discuri. Mars, Lawrence, și inginerul de sunet Ari Levine au început să compună piese împreună, creând echipa de producție The Smeezingtons. În 2006, Lawrence l-a prezentat pe Mars viitorului său manager de la Atlantic Records, Aaron Bay-Schuck. Auzindu-l interpretând câteva piese la chitară, Bay-Scuck a vrut să îl înregistreze la casa de discuri, dar a durat aproape trei ani ca Atlantic Records să încheie contractul cu el. Între timp, Bay Schuck i-a angajat pe Mars și the Smeezingrons să compună și să producă piese pentru artiștii înregistrați la casa de discuri. Conform lui Bay-Schuck într-un interviu cu HitQuarters, Mars a declarat că, deși ultimul său obiectiv este să urmeze o carieră de solist, își dorește să compună și să producă pentru alți artiști, atât pentru a-și dezvolta calitățile de compozitor, cât și pentru a-și descoperi stilul muzical reprezentativ. Bay Schuck descrie această perioadă ca una de „autocunoaștere”, care a contribuit semnificativ la succesul ulterior al lui Mars.

### Producător muzical
Înainte să devină un solist de succes, Hernandez a fost un producător muzical binecunoscut, compunând cântece pentru Alexandra Burke, Travie McCoy, Adam Levine, Brandy, Sean Kingston și Flo Rida. De asemenea, a contribuit la compunerea hitului „Get Sexy” de la Sugababes, realizând partea de backing vocal pieselor din albumul Sweet 7 al aceleiași formații. Prima sa apariție ca interpret muzical a fost pe al doilea album de studio al formației Far East Movement, Animal, mai exact la piesa „3D”. De asemenea, vocea sa s-a auzit și pe single-ul de debut al pastorului și artistului hip hop Jaeson Ma, „Love”, în august 2009. A devenit cunoscut ca solist după colaborările la piesele „Nothin' on You” de B.o.B, respectiv „Billionaire” de Travie McCoy; ambele piese s-au clasat în primele zece poziții în multe clasamente internaționale. Mars a spus, „Cred că aceste cântece nu au fost concepute să fie cântate de o singură persoană. Dacă aș fi cântat piesa «Nothin' on You» în întregime, ar fi sunat ca muzica R&B din anii ’90”. În urma acestor succese, Mars și-a lansat primul extended play, intitulat It's Better If You Don't Understand, la 11 mai 2010. EP-ul a ajuns pe locul 99 în Billboard 200 și a promovat un disc single, „The Other Side”, cântat împreună cu Cee Lo Green și B.o.B. Mars a colaborat încă o dată cu Green în august 2010 la scrierea versurilor pentru cântecul „Fuck You!”. Pe 12 septembrie 2010, la MTV Video Music Awards 2010, a realizat un potpuriu între piesele „Nothin' on You” și „Airplanes”, alături de B.o.B și Hayley Williams.

### 2010-prezent:Doo-Wops & Hooligans
Albumul de debut al lui Mars, Doo-Wops & Hooligans, a fost lansat în format digital pe 4 octombrie, iar lansarea oficială a avut loc pe 5 octombrie 2010. Primul single promovat, „Just the Way You Are”, a fost lansat pe 19 iulie 2010, și a ajuns pe primul loc al clasamentului Billboard Hot 100, precum și al altor clasamente internaționale. Videoclipul pentru piesă a fost lansat pe 8 septembrie 2010. Al doilea single, „Grenade”, a fost lansat pe 28 septembrie 2010, și a avut, de asemenea, parte de succes mondial. În Statele Unite, Doo-Wops & Hooligans a debutat pe locul trei în Billboard 200, cu un număr de 55,000 de copii. Albumul a primit recenzii pozitive și de la critici. Leah Greenblatt de la Entertainment Weekly l-a lăudat pe Mars pentru „melodiile cu acces instant”, dar l-a criticat pentru piesele slabe ce aparțin genurilor pop și soul. Începând cu 6 octombrie 2010, Mars a cântat în deschiderea concertelor turneului Hands All Over al formației Maroon 5; de asemenea, începând cu 18 octombrie 2010, a participat alături de Travie McCoy la un turneu pe continentul european.
Pe 13 februarie 2011, Mars a câștigat primul său premiu Grammy pentru cea mai bună interpretare vocală pop masculină, obținând șase nominalizări; cel mai bun cântec rap și cea mai bună colaborare rap/cântată pentru piesa „Nothin' on You”, înregistrarea anului pentru piesele „Nothin' on You” și „Fuck You”, cântecul anului pentru „Fuck You”, și producătorul anului, non-clasic la premiile Grammy din 2011.
Pe 15 iulie 2011, Bad Meets Evil au lansat single-ul „Lighters”, în colaborare cu Mars. Acesta a obținut recenzii moderate de la critici, majoritatea criticându-l pe Mars pentru participarea la un asemenea tip de cântec. Pe 22 septembrie 2011, s-a anunțat pe situl oficial al lui Mars că piesa „It Will Rain” va apărea pe coloana sonoră The Twilight Saga: Breaking Dawn - Part 1 Original Motion Picture Soundtrack, care va fi lansată pe 8 noiembrie.

## Stil muzical

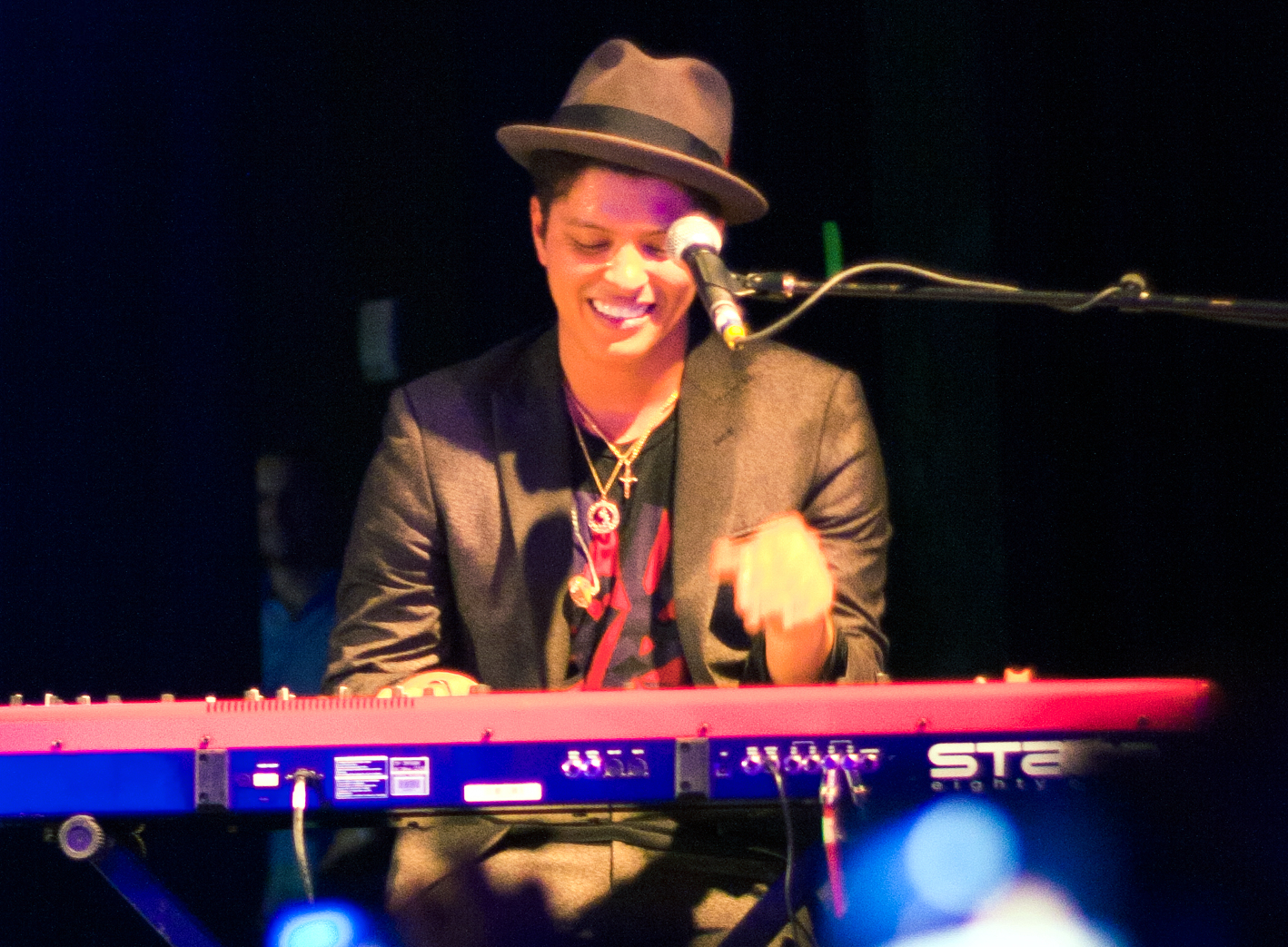
Mars concertând pe 24 noiembrie 2010. Mars cântă la mai multe instrumente printre care pianul, chitara, basul și tobele conga.

Muzica lui Mars a fost remarcată pentru că acoperă o varietate de stiluri și influențe, printre care pop, rock, reggae, R&B, soul și hip hop. Cu toate că stilul de muzică al lui Mars a fost descris ca fiind „ușor” datorită tendinței de a folosi falsetul, co-producătorul său, Philip Lawrence, declară că „Ceea ce mulți nu știu este că există și o latură mai întunecată a lui Mars”. Mars însuși spune că „Mă învinuiesc că le cântam fetelor în anii de liceu”. Jon Caramanica de la The New York Times l-a numit „unul dintre cei mai adaptabili și accesibili interpreți de muzică pop, cu o voce caldă, influențată de muzica soul, ce se adaptează unei diversități de stiluri”. Mars a fost inițial influențat de cântăreți R&B precum Keith Sweat, Jodeci și R. Kelly, precum și de muzica rock 'n' roll din anii 1950 și casa de discuri Motown. În liceu, a început să asculte formații clasice de muzică rock precum The Police, Led Zeppelin și Beatles. Toate aceste genuri muzicale i-au influențat stilul lui Mars; acesta a remarcat că „Nu este ușor să creezi cântece dintr-un amestec de rock, soul și hip-hop”. Mars a mai recunoscut și că este fan al Aliciei Keys, Jessie J, Jack White și The Saturdays.
Pe deasupra, Mars afirmă că munca sa alături de alți artiști i-a influențat stilul muzical, spunând că „«Nothin' on You» are o vibrație Motown, în «Billionaire» se aude o chitară acustică ce apropie piesa de muzica reggae, însă cântecul meu preferat este [«Fuck You»] al lui Cee-Lo [Green]. Nu cred că altcineva ar fi putut interpreta acea piesă. Și mai este și «Just the Way You Are». Dacă îmi cunoașteți povestea, atunci știți că iubesc toate genurile muzicale”. Mars numește doo-wop ca având o influență majoră pentru muzica sa, referindu-se la acest gen ca fiind „deschis pentru cântecele de dragoste - atât de fermecător, simplu și romantic”. Mars mărturisește că a fost influențat și de faptul că a copilărit în Hawaii, ceea ce i-a conferit muzicii sale un sunet reggae. A explicat că „În Hawaii unele dintre cele mai mari stații sunt de muzică reggae. Formațiile locale sunt influențate puternic de Bob Marley. Această muzică îi aduce pe oameni împreună. Nu este nici muzică urbană, nici pop. Pur și simplu cântece. Din acest motiv este așa apreciată. Cântecul este cel mai important.” Din punctul de vedere al versurilor, majoritatea pieselor lui Mars au fost descrise ca fiind „binevoitoare”, relaxante și optimiste, cu toate că subiectele mai întunecate sunt exprimate în cântece precum „Grenade”, „Liquor Store Blues” și „Talking to the Moon”, bazate pe relații nereușite și comportament autodistructiv.

## „Episodul Las Vegas”
Pe 19 septembrie 2010, Mars a fost arestat în Las Vegas pentru posesie de cocaină. Vorbind cu ofițerul de poliție, Mars a declarat că ce a făcut a fost „prostesc” și că „nu mai folosise niciodată droguri până atunci”. Mars și-a recunoscut vina, drept urmare, i s-a spus că acuzațiile vor fi șterse din cazier cât timp nu va mai avea probleme cu legea un an, va plăti 2.000 de dolari amendă, va lucra 200 de ore în folosul comunității și va participa la un curs de consiliere antidrog.

## Discografie
- Doo-Wops & Hooligans (2010)
- Unorthodox Jukebox (2012)
- 24K Magic (2016)

## Turnee
- Hooligans in Wondaland Tour (2011)
- The Hooligans European Tour (2011)